# مطالعات آمریکا
مطالعات آمریکا یا مطالعات تمدن آمریکا یک حوزه پژوهش میان رشته‌ای است که ادبیات، تاریخ، فرهنگ، سیاست  و هر آنچه مرتبط با آمریکا را مورد بررسی قرار می‌دهد. این رشته به‌صورت سنتی تاریخ نگاری آمریکا را نیز در بر می‌گیرد. مطالعات آمریکا معمولا اشاره مستقیم به مطالعات مرتبط با ایالات متحده آمریکا دارد هر چند که امروزه وقتی صحبت از مطالعات آمریکا باشد می‌تواند به مطالعات قاره آمریکا یا مطالعات آمریکای شمالی (شامل مطالعات ایالات متحده آمریکا و کانادا) یا مطالعات آمریکای لاتین (شامل مطالعات کشورهای آمریکای لاتین) اشاره کند. به همین مطالعات آمریکا از زیر شاخه‌های مطالعات منطقه‌ای است. اهمیت مطالعات آمریکا در ایران به این دلیل است که براساس پژوهش‌های صورت گرفته از هر سه پژوهش دانشگاهی با موضوع روابط بین‌الملل منتشر شده در فصلنامه‌های دانشگاهی ایران حداقل یک پژوهش مسائل جهان را از دریچه سیاست خارجی آمریکا نگاه و تحلیل می‌کند.

## تاسیس
ورنون لوئیس پارینگتون اغلب به عنوان بنیان‌گذار رشته مطالعات آمریکا به خاطر تالیف کتاب سه جلدی با عنوان «جریان‌های اصلی در اندیشه آمریکایی» شناخته می‌شود؛ این کتاب جایزه پولیتزر ۱۹۲۸ میلادی را از آن خود کرد. مسیر گسترده‌ای که پارینگتون در کتابش ترسیم کرده بود بعدها توسط هنری نش اسمیت تکمیل شد و در قالب یک رشته تحصیلی مقطع کارشناسی وارد دانشگاه‌های آمریکا شد. متون کتاب‌های «سرزمین بکر» نوشته هنری نش اسمیت سال ۱۹۵۰ میلادی، «اندرو جکسون: نمادی برای یک عصر» نوشته جان ویلیام سال ۱۹۵۵ میلادی، «ماشین در باغ» نوشته لئو مارکس سال ۱۹۶۴ میلادی اولین پژوهش‌های دانشگاهی در زمینه مطالعات آمریکا هستند.

## مطالعات آمریکای شمالی
پژوهش فردريک جکسون ترنز با عنوان «اهميت طلايه‌داران در تاريخ آمريکا» در سال ۱۹۸۳ میلادی اولین پژوهش در زمینه مطالعات آمریکای شمالی بود. در سال ۱۹۳۶ میلادی دانشگاه جرج واشنگيتن برنامه‌ای را با عنوان آمريکاشناسی آغاز کرد. در همان سال دانشگاه هاروارد دوره کارشناسی در رشته تاريخ تمدن آمريکا را تاسيس کرد.‌ در ایران این رشته تحصیلی در مقطع کارشناسی ارشد و در سال ۱۳۷۳ خورشیدی راه‌اندازی شد.

## مطالعات امریکای لاتین
مطالعات آمریکای لاتین به‌صورت دانشگاهی نخستین‌بار در دانشگاه دولتی میشیگان و در سال ۱۹۶۳ میلادی آغاز شد. سپس، در دیگر دانشگاه‌های آمریکای شمالی، همین‌طور در دانشگاه‌های کشورهای اروپایی و آسیایی اهمیت و رواج یافت. در ایران این رشته تحصیلی در مقطع کارشناسی ارشد و در سال ۱۳۷۳ خورشیدی راه‌اندازی شد.